# Isoetales
De Isoetales zijn een monotypische orde van vaatplanten, met een familie Isoetaceae en een geslacht Isoetes.
De Isoetales worden gerekend tot de klasse Lycopsida (lycofyten, soms Lycopodiopsida genoemd) en vormen daarbinnen een zustergroep van de orde Selaginellales.
| - Tracheophyta (vaatplanten) - Lycopodiopsida (lycophytes, lycofyten) - Lycopodiales - - Isoetales - Selaginellales - Euphyllophyta (euphyllophytes) - Polypodiopsida (Pteridophyta, pteridofyten, Monilophyta, varens) - Spermatophyta (zaadplanten) |